# Mali Vareški
 Mali Vareški   (olaszul: Vareschi Piccolo) falu Horvátországban, Isztria megyében. Közigazgatásilag Marčanához tartozik.

## Fekvése
Az Isztria délkeleti részén, Pólától 18 km-re északkeletre, községközpontjától 4 km-re délkeletre egy fekszik.

## Története
A falunak 1880-ban 66, 1910-ben 104 lakosa volt. Lakói főként mezőgazdaságból éltek, illetve a közeli nagyobb településeken dolgoztak. Az első világháború után a falu Olaszországhoz került. A második világháború után Jugoszlávia része lett. Jugoszlávia felbomlása után 1991-ben a független Horvátország része lett. 2011-ben a falunak 94 lakosa volt.

## Lakosság
| Lakosság változása | Lakosság változása | Lakosság változása | Lakosság változása | Lakosság változása | Lakosság változása | Lakosság változása | Lakosság változása | Lakosság változása | Lakosság változása | Lakosság változása | Lakosság változása | Lakosság változása | Lakosság változása | Lakosság változása | Lakosság változása |
| ------------------ | ------------------ | ------------------ | ------------------ | ------------------ | ------------------ | ------------------ | ------------------ | ------------------ | ------------------ | ------------------ | ------------------ | ------------------ | ------------------ | ------------------ | ------------------ |
| 1857               | 1869               | 1880               | 1890               | 1900               | 1910               | 1921               | 1931               | 1948               | 1953               | 1961               | 1971               | 1981               | 1991               | 2001               | 2011               |
| 0                  | 0                  | 66                 | 72                 | 75                 | 104                | 0                  | 0                  | 110                | 109                | 117                | 86                 | 113                | 104                | 96                 | 94                 |